# Естественная история (Плиний)

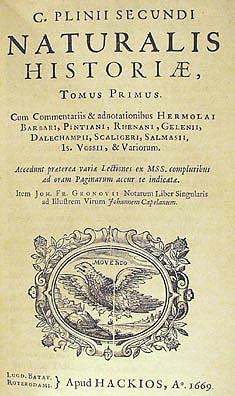
Титульный лист издания 1669 года.

«Есте́ственная исто́рия» (лат. Naturalis historia) — составленная примерно в 77 году н. э. Плинием Старшим и посвящённая римскому императору Титу энциклопедия природных и искусственных предметов и явлений. Послужила прообразом всех последующих европейских энциклопедий в плане объёма, цитирования авторов тех или иных утверждений и наличия указателя содержания. Это единственная сохранившаяся работа Плиния и едва ли не самый длинный текст на латыни античного периода.

## Содержание
В 37 книгах своей энциклопедии Плиний касается следующих предметов:
- Введение.
- Книга I. Оглавление и источники.
- Книга II. Вселенная и космос.
- Книга III. География (от Испании до Мёзии).
- Книга IV. География (Балканы, часть черноморского побережья, Сарматия, Скифия, острова Балтийского и Северного морей).
- Книга V. География (Африка и Ближний Восток).
- Книга VI. География (Кавказ, Азия).
- Книга VII. Человек.
- Книга VIII. Сухопутные животные.
- Книга IX. Рыбы и прочие обитатели моря.
- Книга X. Птицы.
- Книга XI. Насекомые.
- Книга XII. Деревья.
- Книга XIII. Экзотические деревья.
- Книга XIV. Фруктовые деревья.
- Книга XV. Фруктовые деревья.
- Книга XVI. Лесные деревья.
- Книга XVII. Окультуренные деревья.
- Книга XVIII. Зерновые культуры.
- Книга XIX. Лён и другие растения.
- Книга XX. Лекарства из садовых растений.
- Книга XXI. Цветы.
- Книга XXII. Свойства растений и фруктов.
- Книга XXIII. Лекарства из окультуренных деревьев.
- Книга XXIV. Лекарства из лесных деревьев.
- Книга XXV. Дикие растения.
- Книга XXVI. Лекарства из прочих растений.
- Книга XXVII. Прочие растения и лекарства из них.
- Книга XXVIII. Лекарства из животных.
- Книга XXIX. Лекарства из животных.
- Книга XXX. Лекарства из животных.
- Книга XXXI. Лекарства из морских растений.
- Книга XXXII. Лекарства из морских животных.
- Книга XXXIII. Металлы.
- Книга XXXIV. Металлы.
- Книга XXXV. Краски, цвета, картины.
- Книга XXXVI. Камни, скульптуры.
- Книга XXXVII. Драгоценные камни и изделия из них.

## Особенности
Сам Плиний характеризовал свою работу как «ἐγκύκλιος παιδεία» ([энкю́клиос пайде́йя] — «круговое (всестороннее) обучение»; отсюда — слово «энциклопедия»). Предполагалось, что «круговое обучение» предшествует специальному, углублённому изучению отдельных вопросов. В частности, именно так понимал это выражение Квинтилиан. Впрочем, Плиний придавал этому греческому выражению новое значение: сами греки никогда не занимались созданием единого сочинения, охватывающего все области знания, хотя именно греческие софисты впервые целенаправленно передавали своим ученикам знания, которые могли пригодиться им в повседневной жизни. Плиний был убеждён, что подобный труд под силу написать только римлянину.
Первым образцом типично римского жанра компендиума всех известных знаний иногда считают наставление Катона Старшего сыну, но чаще — Disciplinae Марка Теренция Варрона, один из важнейших источников для Плиния. Из других важных предшественников «Естественной истории» называется Artes Авла Корнелия Цельса. Плиний не скрывает, что в Риме предпринимались попытки создания такого сочинения. Впрочем, «Естественная история», в отличие от предшественников, была не просто сборником различных сведений, а охватывала все основные области знаний и концентрировалась на их практическом применении.
Неясно, на какую аудиторию нацеливался Плиний, начиная свой главный труд. Его собственные слова во введении, будто «Естественная история» предназначается для ремесленников и сельских хозяев, порой принимаются на веру, но нередко отвергаются как неискренние. Например, Б. А. Старостин полагает, что целевая аудитория автора — римские военачальники. По мнению исследователя, на самом деле «в центре его [Плиния] внимания стояли вопросы прокорма и вообще жизнеобеспечения войск». Как бы то ни было, целью всего сочинения была попытка связать текущее состояние античной науки с практикой — в частности, с сельским хозяйством, торговлей, горным делом. В настоящее время обращается внимание и на важность для автора установления связей между человеком и природой.
Сочинение Плиния нередко оценивалось как нагромождение фактов, отобранных произвольным образом. Подобная оценка была наиболее характерна для XIX — начала XX века. Однако в настоящее время признано, что «Естественная история» отличается чёткой последовательностью изложения. Так, животные подразделяются по сфере обитания (книга 8 посвящена животным, которые обитают на земле, 9 — в море, 10 — в воздухе), а в каждой из этих книг изложение начинается с больших животных (слоны, киты) и завершается малыми. Вторая половина книги XI посвящена анатомическим вопросам, что подводит итог книгам о животном мире. В книгах о географии изложение начинается с запада, затем по кругу описываются все известные земли. Минералы описываются по степени драгоценности, начиная с золота. В истории искусства автор прибегает, помимо прочего, и к хронологической систематизации. Не случайно и начало повествования с книги о космологии, поскольку Плиний выстраивал материал от общего к частному, а небо оценивалось античными авторами как основополагающая часть Вселенной. После рассмотрения астрономических вопросов римский автор обращается к описанию метеорологии, геологии, переходя к собственно географии Земли. Затем Плиний переходит к обитателям планеты, после чего рассказывает о растениях, сельском хозяйстве и фармакологии, а завершает свой труд рассказом о минералах и металлах, которые добывают под землёй. Таким образом, римский автор последовательно описывает природу сверху вниз. Кроме того, в тематике всех 36 основных книг обнаруживается симметрия:
- 2—6: 5 книг о неодушевлённой материи;
- 7—11: 5 книг о животных (включая людей);
- 12—19: 8 книг о растениях;
- 20—27: 8 книг о растениях;
- 28—32: 5 книг о лекарствах из животных;
- 33—37: 5 книг о неодушевлённой материи.

В расположении материала в каждой книге существуют и свои закономерности наряду с упомянутым движением от общего к частному. Обычно Плиний, сообщая какой-либо факт, дополняет его историческим экскурсом, парадоксальным свидетельством или рассуждением о моральной стороне явления, чтобы сформировать целостное представление о нём.

## Источники

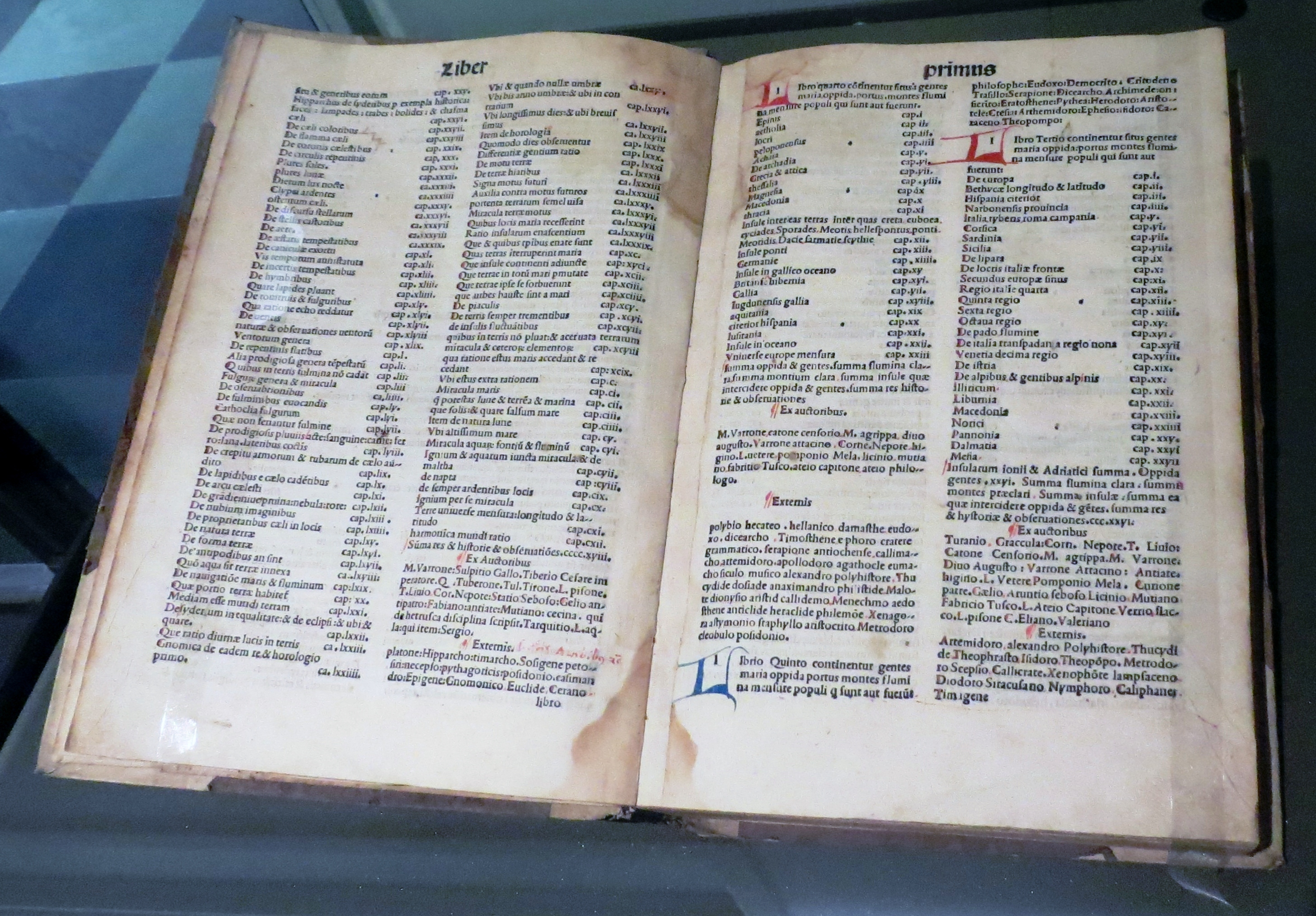
Венецианское издание «Естественной истории» 1499 года. Видны оглавление и перечень источников для каждой книги

## Влияние «Естественной истории»
«Естественная история», как и прочие сочинения Плиния, была хорошо известна в античную эпоху. Уже во II веке начали составляться краткие пересказы (эпитомы) энциклопедии, особенно книг по медицине и фармакологии, что отрицательно сказалось на распространённости оригинального сочинения. На «Естественную историю» опирался в конце II — начале III века Серен Самоник при написании стихотворной медицинской поэмы Liber Medicinalis. В это же время работу Плиния использовал Квинт Гаргилий Марциал, а Гай Юлий Солин составил извлечение «Собрание достойных упоминания вещей» (Collectanea rerum memorabilium), в которое было включено много сведений из энциклопедии Плиния. Кроме них, «Естественную историю» использовали и другие энциклопедисты античной эпохи. При этом больше никто в античную эпоху не пытался повторить и превзойти главный труд Плиния.

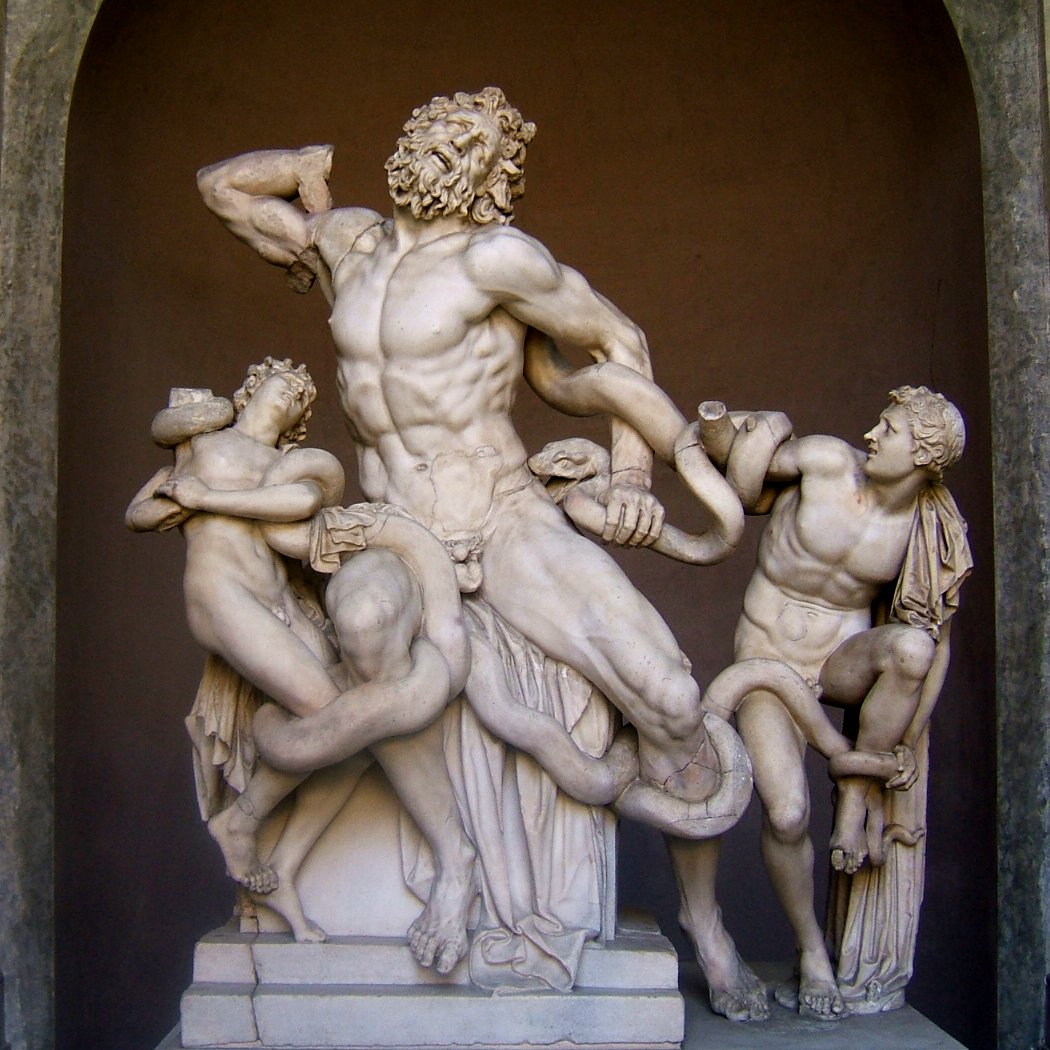
Скульптурная группа «Лаокоон и его сыновья» была опознана по упоминанию у Плиния: «…как, например, в случае с Лаокооном, который находится во дворце императора Тита, произведением, которое должно быть предпочтено всем произведениям и живописи и искусства скульптуры в меди. Его с детьми и причудливыми сплетениями змей создали из единого камня по согласованному замыслу величайшие художники с Родоса Гагесандр, Полидор и Афинодор»

В позднеантичную эпоху и Раннее Средневековье римская энциклопедия не была забыта, и её использовали крупнейшие учёные этого времени. Сведения из «Естественной истории» активно использовались монахами в качестве источника научных знаний, особенно по астрономии и медицине. Впрочем, сфера применения работы Плиния была гораздо шире, и его энциклопедию использовали даже для составления проповедей и комментариев к Библии. Иероним Стридонский хорошо знал Плиния и называл его латинским Аристотелем и Теофрастом, De rerum natura Исидора Севильского во многом опирается на античного естествоиспытателя, особенно при описании астрономии и метеорологии. Кроме того, испанский автор использовал в своих «Этимологиях» и саму римскую энциклопедию, и её сокращения, сделанные Солином. Беда Достопочтенный использовал «Естественную историю» как источник сведений об астрономии и других науках. Трактат Иоанна Скота Эриугены «Перифюсеон, или о разделении природы» во многом базировался на сведениях римской энциклопедии. Пользовался Плинием и Павел Диакон. Актуальными оставались географические свидетельства Плиния. Ирландский монах Дикуил использовал первые пять книг Плиния для своего сочинения «Об измерении мира» (De mensura Orbis terrae).
«Естественная история» продолжала оставаться одним из важнейших источников для энциклопедистов Высокого и Позднего Средневековья. Около 1141 года в Англии Роберт из Криклейда составил «Подборку всего лучшего из Естественной истории Плиния Секунда» (Defloratio Historiae Naturalis Plinii Secundi) в 9 книгах, откуда были исключены материалы, которые автор счёл устаревшими. Автор «О природе вещей» (De natura rerum) Фома из Кантимпре признавал, что обязан своими познаниями Аристотелю, Плинию и Солину. Активно использовал свидетельства Плиния Бартоломей Английский в своём сочинении «О свойствах вещей» (De proprietatibus rerum). Кроме того, Иоанн Солсберийский знал «Естественную историю» и часто на неё ссылался. Наконец, популярная средневековая энциклопедия «Великое зерцало» (Speculum naturale) Винсента из Бове во многом опиралась на свидетельства Плиния.
В эпоху Возрождения, несмотря на постепенное появление и распространение переводов научных трактатов с арабского и древнегреческого языков на латынь, «Естественная история» оставалась очень важным источником научных знаний. Наиболее часто её использовали для составления медицинских руководств и разделов о медицине в общих энциклопедиях. Кроме того, сочинение Плиния стало основой для формирования единой латинской терминологии в ряде наук. Энциклопедию Плиния читали многие гуманисты, в том числе Петрарка, который располагал рукописным экземпляром энциклопедии и делал на её полях свои заметки.
До изобретения книгопечатания произведение Плиния нередко вынужденно заменяли сокращениями из-за дороговизны отдельной копии и чересчур большого объёма текста оригинала. В конце XV века «Естественная история» начала часто печататься, чему не препятствовал её значительный объём (см. ниже). Это способствовало распространению полного свода античных знаний за пределы узкого круга учёных. В 1506 году по описанию Плиния опознали найденную в Риме скульптурную группу «Лаокоон и его сыновья» (см. справа), а в целом последние книги энциклопедии повлияли на развитие представлений об античном искусстве. В 1501 году появляется первый перевод энциклопедии Плиния на итальянский язык, сделанный Кристофоро Ландино, а вскоре сочинение перевели на французский и английский языки. С «Естественной историей» были знакомы, среди прочих, Уильям Шекспир, Франсуа Рабле, Мишель Монтень и Перси Шелли.

## Рукописи и первые издания

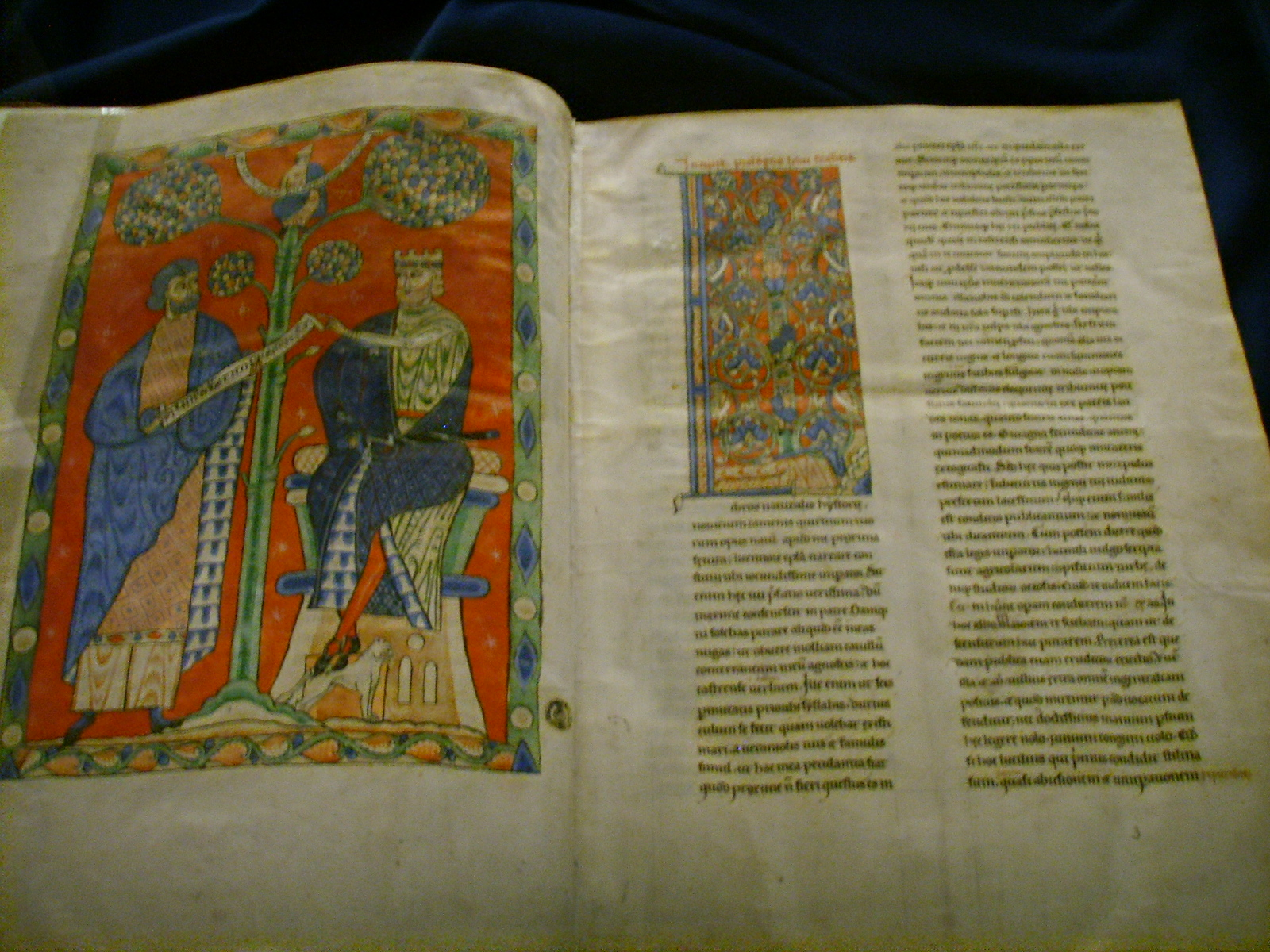
Страница из рукописи «Естественной истории» XIII века

Благодаря своей популярности «Естественная история» сохранилась во множестве рукописей. Впрочем, ни один из дошедших до наших дней манускриптов не охватывает всё сочинение. Всего насчитывается около 200 достаточно крупных рукописей. Обычно выделяется две группы манускриптов: vetustiores (более древние) и recentiores (более современные). Старейшие из них относятся к концу VIII — началу IX века. Более ранние рукописи сохранились лишь во фрагментах (в частности, до наших дней дошли фрагменты манускрипта V века). Известно, что в IX веке копии энциклопедии Плиния были в крупнейших монастырях Западной Европы: в частности, в Корби, Сен-Дени, Лорше, Райхенау, Монте-Кассино. Рукопись из Райхенау дошла до наших дней в виде палимпсеста: листы пергамента с книгами XI—XV были использованы повторно. Кроме того, сохранились достаточно древние рукописи с книгами II—VI в Лейдене (рукопись IX века) и Париже (IX—X века).
В Средние века огромный объём «Естественной истории» и обилие специальной терминологии приводили к появлению большого числа ошибок при каждом переписывании. Кроме того, более поздние авторы использовали большие фрагменты из сочинения римского автора и нередко добавляли к ним что-то своё, а более поздние авторы полагали, что и дополнения принадлежат Плинию. В частности, Иероним Стридонский несколько раз цитирует именно дополненные кем-то фрагменты «Естественной истории».
Популярную энциклопедию Плиния впервые напечатали очень рано, в 1469 году, братья да Спира (фон Шпейер) в Венеции. До конца XV века было выпущено ещё четырнадцать различных изданий «Естественной истории». Из-за отсутствия опыта критики текста издатели обычно набирали и печатали текст по единственной рукописи со всеми её ошибками. В 1470 году «Естественную историю» напечатал Джованни Андреа Бусси в Риме (в 1472 году эта версия была переиздана Николя Жансоном в Венеции), в 1473 году — Никколо Перотти в Риме. В 1476 году в Парме вышло ценное комментированное издание Плиния Филиппо Бероальдо Старшего, которое впоследствии переиздавалось в 1479 году в Тревизо, в 1480 и 1481 годах в Парме, в 1483, 1487 и 1491 годах в Венеции. В 1496 году братья Британничи издали «Естественную историю» в Брешии (позднее в том же году была осуществлена повторная печать этого издания в Венеции), а в 1497 году в Венеции был издан текст сочинения Плиния с комментариями известного филолога Эрмолао Барбаро (двумя годами позднее это издание было перепечатано в Венеции). По подсчётам самого Барбаро, он выявил и исправил пять тысяч текстуальных ошибок во всём сочинении. Своё издание текста «Естественной истории» предпринял Эразм Роттердамский (вышло в 1525 году); в редактировании текста ему помогал филолог Беат Ренан. Таким образом, сочинение Плиния пользовалось уникальной популярностью среди энциклопедических работ древности. Например, сочинение Варрона было утеряно, а ряд средневековых энциклопедий совершенно не издавались после изобретения книгопечатания и лишь некоторые печатались в научных целях, но только до XVII века. В то же время «Естественная история» к началу XX века выдержала по меньшей мере 222 издания текста, а также 42 неполных и 62 критических издания.

## Стиль
Нельзя не заметить только, что его стиль отличается замечательною неровностью и в разных частях сочинения различен: то риторичен, то сух, то просто неряшлив. Лучше всего слог Плиния во вступлениях, где у него нередко является и воодушевление, и сжатость, и сила выражения. Везде в его сочинении веет дух человека, не только страстно любящего науку и преклоняющегося перед величием природы, но и вообще проникнутого высоким нравственным миросозерцанием и чувствами доброго гражданина. И по учёности, и по нравственному достоинству «Естественная история» может быть названа украшением римской литературы.

## Издания и переводы
Полный русский перевод сочинения Плиния отсутствует, но неоднократно публиковались подборки извлечений на различные темы. Существует несколько полных английских и почти полный французский перевод.
Издание в «The Loeb classical library» в 10 томах (латинский текст с английским переводом):
- Vol. I. Books I—II.
- Vol. II. Books III—VII.
- Vol. III. Books VIII—XI.
- Vol. IV. Books XII—XVI.
- Vol. V. Books XVII—XIX.
- Vol. VI. Books XX—XXIII.
- Vol. VII. Books XXIV—XXVII.
- Vol. VIII. Books XXVIII—XXXII.
- Vol. IX. Books XXXIII—XXXV.
- Vol. X. Books XXXVI—XXXVII.

Почти завершено издание с французским переводом в серии «Collection Budé»: вышли книги 1—3 и 7—37 (каждая в отдельном выпуске), а также части книг V и VI. Pline l’Ancien. Histoire naturelle.
- Livre I. Texte établi, traduit et commenté par J. Beaujeu. Introduction par A. Ernout. — 276 p.
- Livre II. (Cosmologie). Texte établi, traduitй et commenté par J. Beaujeu. (1—112). (1951) 2e tirage 2003. — XXI, 399 p.
- Livre III. Texte établi, traduit et commenté par H. Zehnacker. XL, 324 p.
- Livre V, 1re partie: 1-46. (Géographie: L’Afrique du Nord). Texte établi, traduit et commenté par J. Desanges. — 524 p.
- Livre VI, 2e partie: L’Asie centrale et orientale. L’Inde. Texte établi, traduit et commenté par J. André et J. Filliozat. — 214 p.
- Livre VI, 4e partie. L’Asie africaine sauf l’Egypte, les dimensions et les climats du monde habité. 2008. — 400 p.
- Livre VII. (De l’Homme). Texte établi, traduit et commenté par R. Schilling. — XXX, 366 p.
- см. дальнейшее описание на сайте издательства.

### Переводы на русский язык
Полный перевод (билингва; издание продолжается)
- Том I. Книги I-II / под общей редакцией А. В. Подосинова, Е. В. Илюшечкиной, А. В. Белоусова. М.: Университет Дмитрия Пожарского, 2020. 600 с. ISBN 978-5-91244-274-2
- Том II. Книги III-IV / под общей редакцией А. В. Подосинова, Е. В. Илюшечкиной, А. В. Белоусова. М.: Университет Дмитрия Пожарского, 2023. 408 с. ISBN 978-5-91244-311-4
- Том III. Книги V-VI / под общей редакцией А. В. Подосинова, Е. В. Илюшечкиной, А. В. Белоусова. М.: Университет Дмитрия Пожарского, 2023. 640 с. ISBN 978-5-91244-293-3
- Том V. Книги VIII-IX / под общей редакцией А. В. Подосинова, Е. В. Илюшечкиной, А. В. Белоусова. М.: Университет Дмитрия Пожарского, 2025. 458 с. ISBN 978-5-91244-315-2

Книги
- Гай Плиний Старший. Естественная история ископаемых тел / пер. и прим. В. М. Севергина. — СПб.: Императорская академия наук, 1819. — 364 с.
- Плиний. Об искусстве / Пер. и примеч. Б. В. Варнеке. — Одесса, 1918. — 91 с.
- Плиний Старший. Естествознание: Об иск-ве / Пер. Г. А. Тароняна. — М.: Ладомир, 1994. — 944 с. — (Сер.: «Антич. классика») [в данном издании с. 39-173 занимает перевод, а остальную часть книги — подробнейший комментарий, опубликованы переводы книг XXXIII-XXXVI Плиния с некоторыми сокращениями, а также ряд других отрывков]
- Подосинов А. В., Скржинская М. В. Римские географические источники: Помпоний Мела и Плиний Старший. — М.: Индрик, 2011. — 504 стр. (отрывки из Плиния о Восточной Европе и Кавказе на с. 141—382) (Сер.: «Древнейш. источники по истории Вост. Европы») ISBN 978-5-91674-135-3

Журнальные публикации и хрестоматии
- Плиний Старший о германцах // Древние германцы: Сб. текстов. — М., 1937. — С. 47—54.
- Плиний Старший. Вопросы техники в «Естественной истории» // Вестн. древ. истории. — 1946. — № 3.
- Фрагменты о Скифии и Кавказе // Вестн. древ. истории. — 1949. — № 2. — С. 271—316.
- Некоторые тексты по географии. Дата обращения: 8 февраля 2009. Архивировано из оригинала 6 января 2012 года. / Пер. Н. М. Подземской // Античная география. — М., 1953. — С. 238—262.
- Плиний Старший. Естественная история: Отрывки / Пер. и коммент. Б. А. Старостина // Хрестоматия по истории науки и техники. — М.: РГГУ (ППП «Типогр. „Наука“»), 2005. — С. 122—148.
- Плиний Секунд Старший, Гай. Естествознание // Древний Восток в античной и раннехристианской традиции: (Индия, Китай, Юго-Вост. Азия) / Пер. Г. А. Тароняна. — М.: Ладомир, 2007. — С. 100—140. (отрывки об Индии, Китае и Юго-Восточной Азии, включая главы 52-106 из книги VI)
- Книга II / Пер. и коммент. Б. А. Старостина // Архив истории науки и техники. — М.: Наука, 2007. — Вып. III. — С. 287—366.
- Плиний Старший. Из книги II, главы 1, 63—99 / Пер. Н. А. Поздняковой // История Древнего Рима: Тексты и док.: Учеб. пособие. — Ч. 1. — М.: Высш. шк., 2004. — С. 223—234.
- Книга IV. О странах Европы / Пер. и коммент. Б. А. Старостина // Вопросы истории естествознания и техники. — М., 2007. — № 3. — С. 110—142.
- Книга V. Главы 1—2, 5, 8—46; книга VI, главы 163—205 / Пер. и коммент. Г. М. Бауэра, С. Я. Берзиной // История Африки в древних и средневековых источниках: Хрестоматия. — М.: Наука, ГРВЛ, 1990. — С. 111—138.
- Книга VI. Главы 53—106 / Пер. А. А. Вигасина // Индия и античный мир. — М.: Вост. лит., 2002. — С. 307—316.
- Книга VI. Главы 1—51 // Вестн. древ. истории. — 2018. — № 1. — С. 160—189.
- Книга VI. Главы 53—131 // Вестн. древ. истории. — 2018. — № 2. — С. 438—461.
- Книга VI. Главы 132—220 // Вестн. древ. истории. — 2018. — № 3. — С. 767—795.
- Плиний Старший. Естественная история. Кн. VII / Пер. и коммент. А. А. Павлова // Адам и Ева: Альманах гендер. истории / Под ред. Л. П. Репиной. — М.: ИВИ РАН, 2009. — № 17. — С. 211—242.
- Плиний Старший. Естественная история. Кн. VII / Пер. с лат. и коммент. А. Н. Маркина // Вестн. / Удм. ун-та. Сер.: «История и филология». — 2010. — Вып. 1 (§ 1—32); 2011. —  Вып. 3 (§ 33—56); 2012. —  Вып. 3 (§ 57—119); 2013. — Вып. 3 (§ 120—179); 2014. — Вып. 1 (§ 180—215).
- Плиний Старший. Естественная история. Кн. VIII, 152—186. / Пер. и коммент. И. Ю. Шабаги // Тр. Кафедры древ. языков Ист. факультета МГУ. — М., 2009. — Вып. 2. — С. 182—208.
- Книги XIV и XV (отрывки) // Ученые земледельцы древней Италии / Пер. М. Е. Сергеенко. — М., 1970. — С. 77—113.
- Книги XVII и XVIII // Катон, Варрон, Колумелла, Плиний о сельском хозяйстве / Пер. М. Е. Сергеенко. — М., 1957. — 352 стр. — С. 213—327.

## Исследования
- Альбрехт, Михаэль, фон. История римской литературы: Пер. с нем. — М., 2004. — Т. 2. — С. 1376—1388.

## Внешние ссылки
- Полный текст на латыни
- Полный английский перевод середины XIX века
- Компиляция русских переводов
- Русские переводы